# Fritz Schleifer
Fritz Schleifer (geb. 31. Mai 1903 in Pfaffenhofen an der Ilm; gest. 21. Januar 1977 in Hamburg) war ein deutscher Graphiker und Architekt am Bauhaus in Weimar. Schleifer betätigte sich auch als Fotograf.

## Leben
Fritz Schleifer studierte 1922–1924 am Weimarer Bauhaus bei Oskar Schlemmer und Wassily Kandinsky und war mit anderen Meistern, zum Beispiel mit Lyonel Feininger, gut bekannt. Für die 1. Bauhausausstellung von 1923 fertigte er ein Plakatentwurf, der bei Reineck & Klein in Weimar gedruckt wurde. Nach der Zeit am Weimarer Bauhaus absolvierte er ein 1925 Studium der Architektur in München und arbeitete in verschiedenen Hamburger Architekturbüros. Auf Vermittlung von Alfred Ehrhardt bekam Schleifer 1930 einen Lehrauftrag künstlerisch freischaffende Lehrkraft. für die neu eingerichteten Vorklassen an der Landeskunstschule Hamburg. Seine Vorstudien am Bauhaus hatten für seine Lehrtätigkeit von 1930 bis 1933 starken Einfluss. 1933 folgte seine sofortige Entlassung wie auch die Ehrhardts und des damaligen Direktors Max Sauerlandt, der ihn nach Hamburg holte. Die Schülerarbeiten wurden 1937 „als Zeugnisses des Verfalls“ an die Reichskammer der bildenden Künste nach Berlin verbracht, falls sie überhaupt aufgehoben wurden und nicht vernichtet wurden. Einige der Schülerarbeiten aus den Hamburger Vorkursen blieben durch Alfred Ehrhardt vor dem gänzlichen Verlust bewahrt, weil er davon Glasnegative angefertigt hatte. Nach 1945 wurde Schleifer wieder an die Landeskunstschule berufen als Leiter einer Architekturklasse. Die erwähnten Glasnegative wurden auch in Ausstellungen gezeigt, die Schleifers Wirken thematisieren.